# Je'Von Evans
Malachi Jeffers, meglio conosciuto con il ring name Je'Von Evans (Greensboro, 29 aprile 2004), è un wrestler statunitense, sotto contratto con la WWE.

## Carriera

### Circuito indipendente (2018-2023)
Malachi Jeffers da giovanissimo ha iniziato ad allenarsi e competere come wrestler, il suo debutto è arrivato nel 2018 con il ring name "Kid Blacka Merica", ma dopo neanche un anno l'ha cambiato in "Jay Malachi".
Il 21 agosto 2022 ha debuttato nella All Elite Wrestling in un mach a Dark, dove è stato sconfitto da Fuego Del Sol. Nel circuito indipendente, ha ottenuto il suo più grande successo nella Deadlock Pro Wrestling dove il 17 settembre 2023 ha ottenuto il DPW Worlds Championship. Malachi ha poi reso il titolo vacante dopo 56 giorni visto il suo passaggio in WWE.

### WWE (2023-presente)

#### NXT (2023-presente)
Nel novembre del 2023 venne annunciato l'ingaggio di Malachi Jeffers da parte della WWE, l'atleta di Greensboro entrò nel roster di NXT con il ring name Je'Von Evans. Il suo debutto è avvenuto il 16 febbraio del 2024 nella puntata di NXT Level Up, perdendo contro Brooks Jensen. Il 9 aprile avvenne il suo esordio televisivo a NXT battendo SCRYPTS. La settimana seguente, ha sfidato senza successo Il'ja Dragunov il detentore del NXT Championship.
Nella puntata di NXT del 18 giugno, Evans ha vinto una battle royal a 25 uomini, guadagnando un mach per il titolo NXT di Trick Williams a NXT Heatwave. La stessa sera è stato sconfitto da Ethan Page, il quale affermava di non essere mai stato eliminato nella battle royal. La general manager Ava, sancì un fatal four-way match tra Evans, Williams, Page e Shawn Spears. Nel PLE, il 7 luglio, Evans è stato schienato da Page, il quale diventa campione. Nella puntata del 8 ottobre è stato sconfitto da Randy Orton, a fine match il diciassette volte campione del mondo gli ha fatto i complimenti. Nella puntata del 15 ottobre, ha perso contro Ethan Page in un triple threat match, con anche Wes Lee, valido per diventare lo sfidante all'NXT Championship di Williams. Il 7 dicembre, durante l'evento Deadline, prese parte al iron survivor challenge ma venne sconfitto da Oba Femi.
Sul finire del 2024, Evans entrò in faida con Ethan Page. A Vengeance Day 2025 i due si sfidarono per la prima volta ed Page ebbe la meglio, la rivincita arrivò Roadblock, 11 marzo del 2025 con Evan che vinse uno street fight match ponendo fine alla loro rivalità. Nel main event di Stand & Deliver Je'Von Evans prese parte a un triple threat match per il NXT Championship contro Oba Femi e Trick Williams, con il campione nigeriano che riesce a difendere la cintura.

## Titoli e riconoscimenti
- Deadlock Pro Wrestling
  - DPW Worlds Championship (1)[2]
- Pro Wrestling Illustrated
  - 95° tra i 500 migliori wrestler singoli nella PWI 500 (2024)[18]